# Proboscidea (рід рослин)
Пробосцідея (Proboscidea) — рід рослин родини Мартинієві.

## Назва
В англійській мові рослину називають «чортів кіготь» (англ. devil's claw), «рослина-єдиноріг» (англ. unicorn plant) через дивної форми плід з гачками. Назву «чортів кіготь» мають африканські рослини роду Harpagophytum.

## Класифікація
- Proboscidea althaeifolia
- Proboscidea louisianica — «Пробосцідея луїзіанська»
- Proboscidea parviflora
- Proboscidea sabulosa
- Proboscidea spicata

## Практичне використання
Плоди всіх видів їстівні у молодому віці. Готують як окру.

## Цікаві факти
Proboscidea louisianica був зафіксований в Україні у 1961 р. у Старобешівському районі Донецької області на полях радгоспу «Каракубський» агроном.

## Галерея

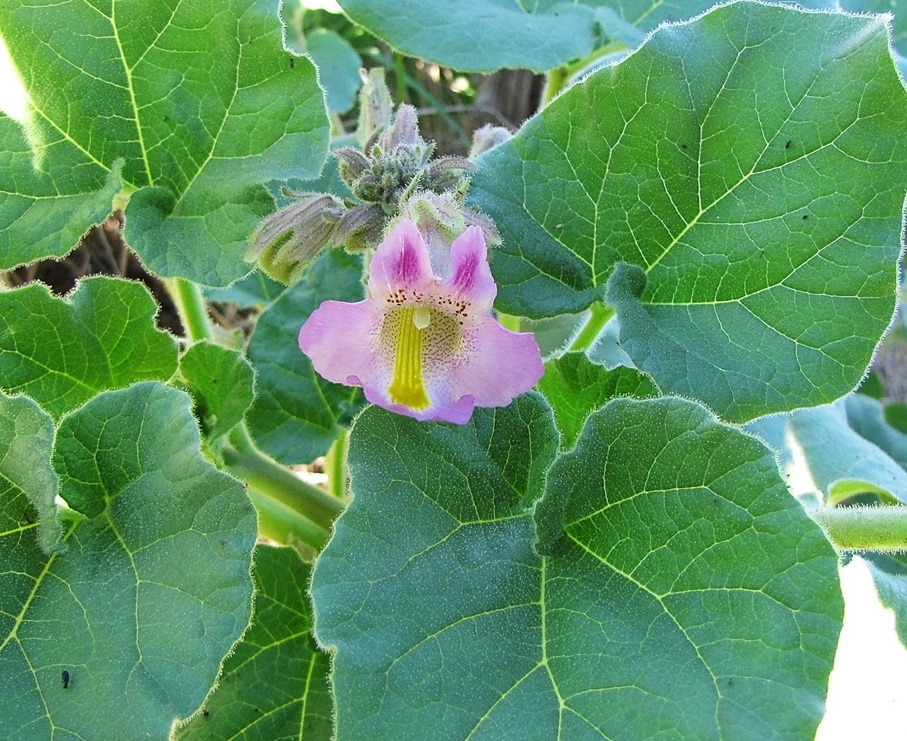
Proboscidea louisianica
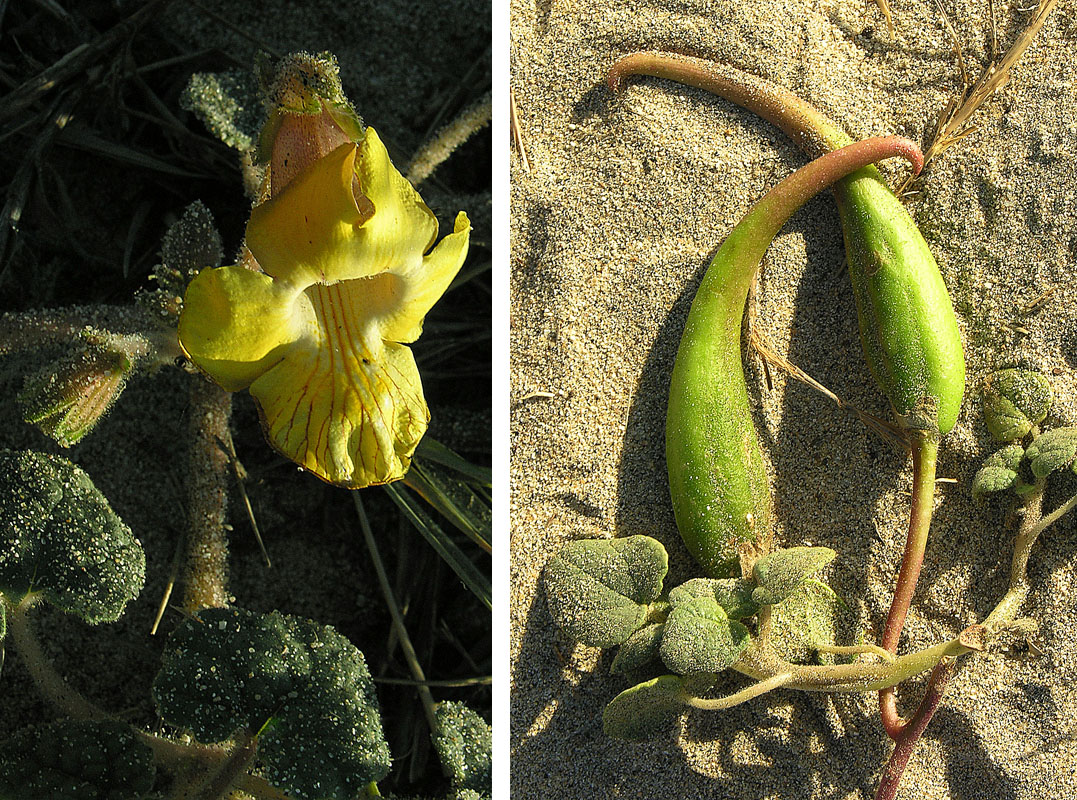
Proboscidea althaeifolia
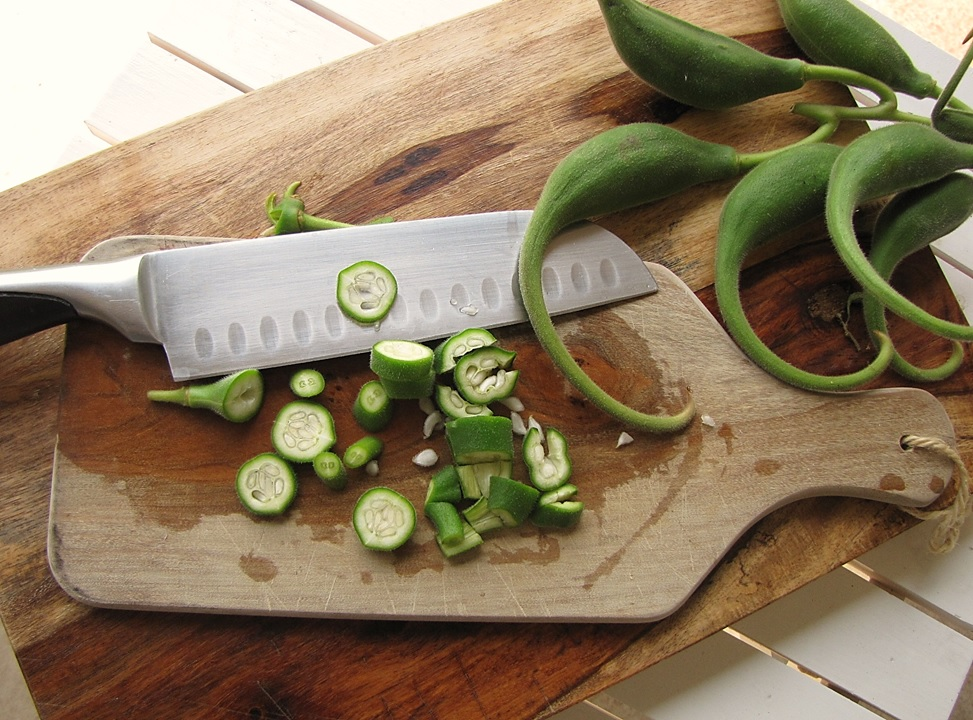
Нарізані плоди Proboscidea parviflora
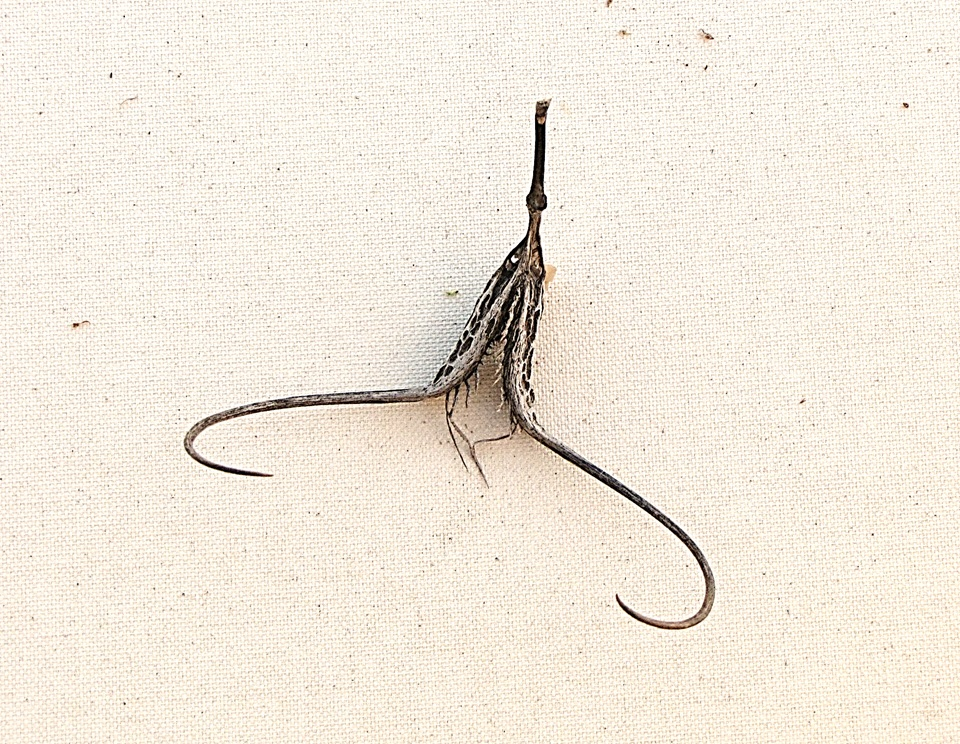
Висушений стручок Proboscidea parviflora